# Buschschwanzmeise

Verbreitung der Buschschwanzmeise

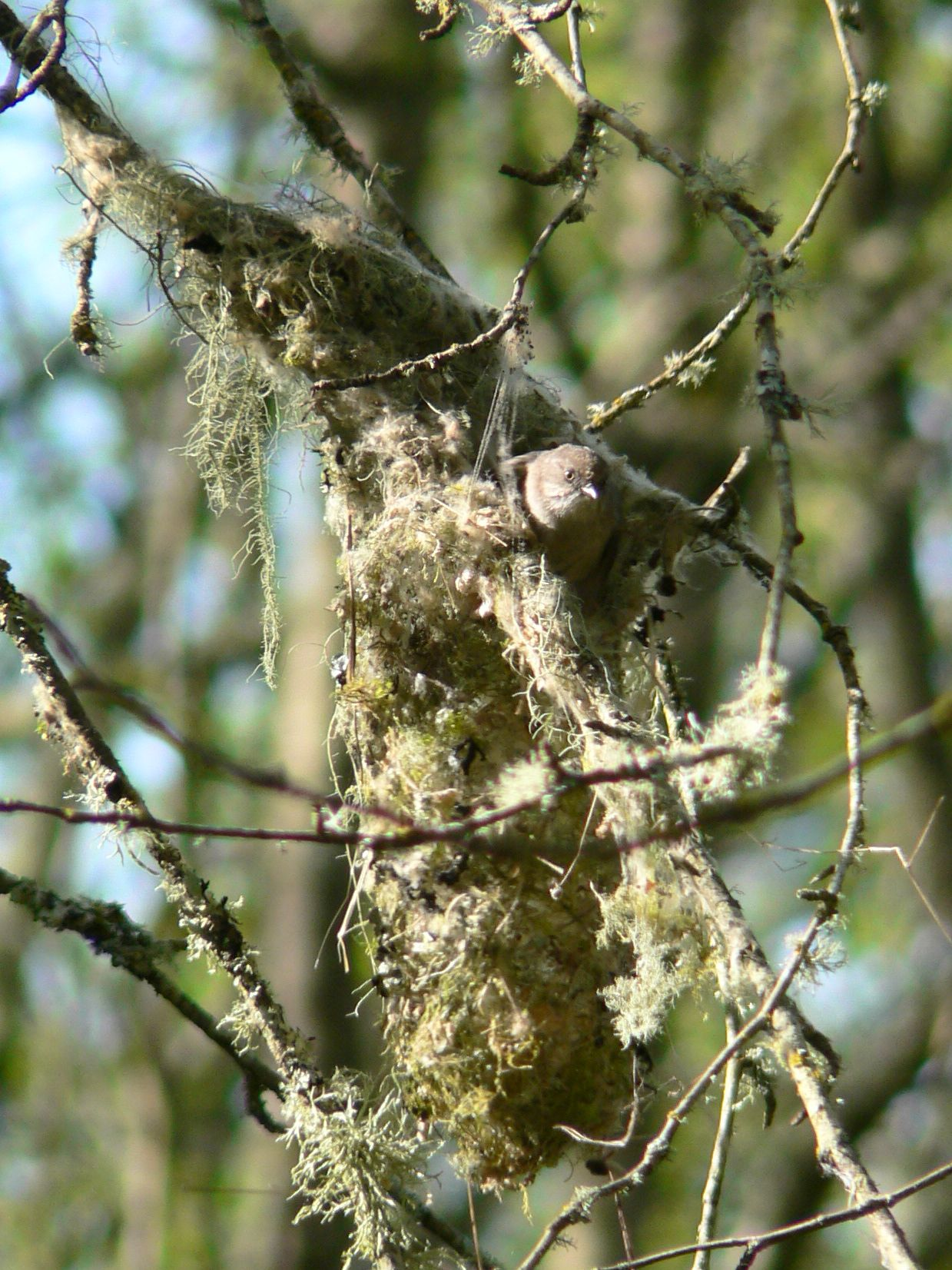
Nest

Die Buschschwanzmeise (Psaltriparus minimus) ist eine in Nord- und Mittelamerika vorkommende Singvogelart aus der Familie der Schwanzmeisen (Aegithalidae). Der Artname basiert auf dem lateinischen Wort minimus mit der Bedeutung „klein“ und bezieht sich auf die geringe Größe der Vögel.

## Merkmale
Die Buschschwanzmeise ist mit einer Gesamtlänge von 11 Zentimetern und einem Gewicht von 4 bis 6 Gramm außerordentlich klein. Die Geschlechter sind farblich ähnlich, Weibchen sind lediglich etwas blasser. Ihre Gefiederfärbung variiert je nach den Vorkommensgebieten leicht. Nördliche und mittlere Populationen sind auf der Oberseite hellgrau, auf der Unterseite weißgrau. Der Oberkopf ist hell graubraun. Die Federn der Flügel und die langen Schwanzfedern sind grau und dünn weißlich eingefasst. Weiter südlich vorkommende Individuen sind insgesamt dunkler grau gefärbt. Eine Besonderheit bilden die ganz im Süden vorkommenden Exemplare, die der Unterart Psaltriparus minimus melanotis angehören. Deren Männchen zeigen eine deutliche schwarze Gesichtsmaske und werden als Schwarzohrmeise bezeichnet. Bei den Weibchen ist die Gesichtsmaske nur angedeutet. Der Schnabel ist bei allen Populationen schwarz und sehr kurz. Beine und Füße sind grau bis schwarz, die Iris der Männchen ist schwarz, die der Weibchen weißlich.

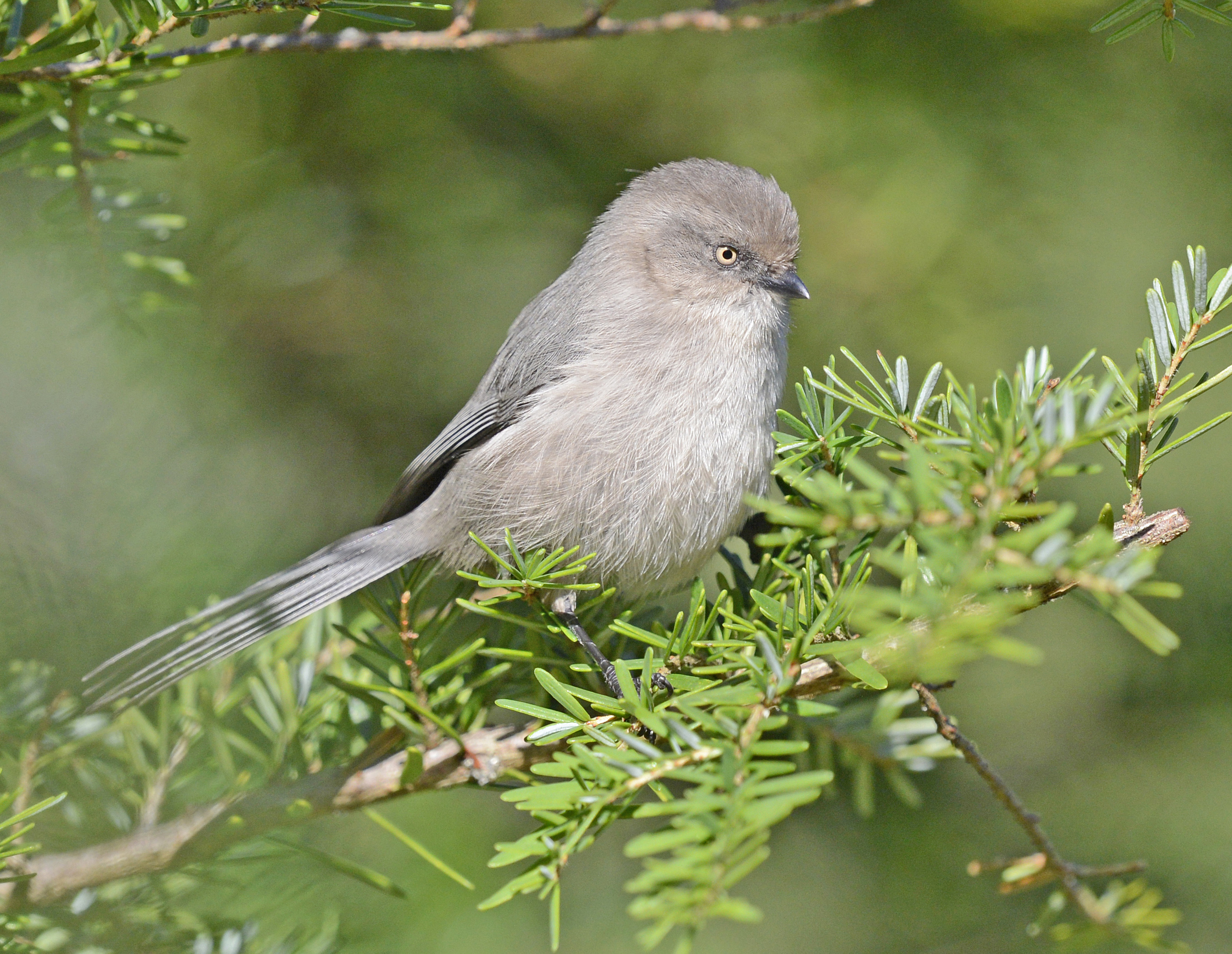
Weibchen im Bundesstaat Washington
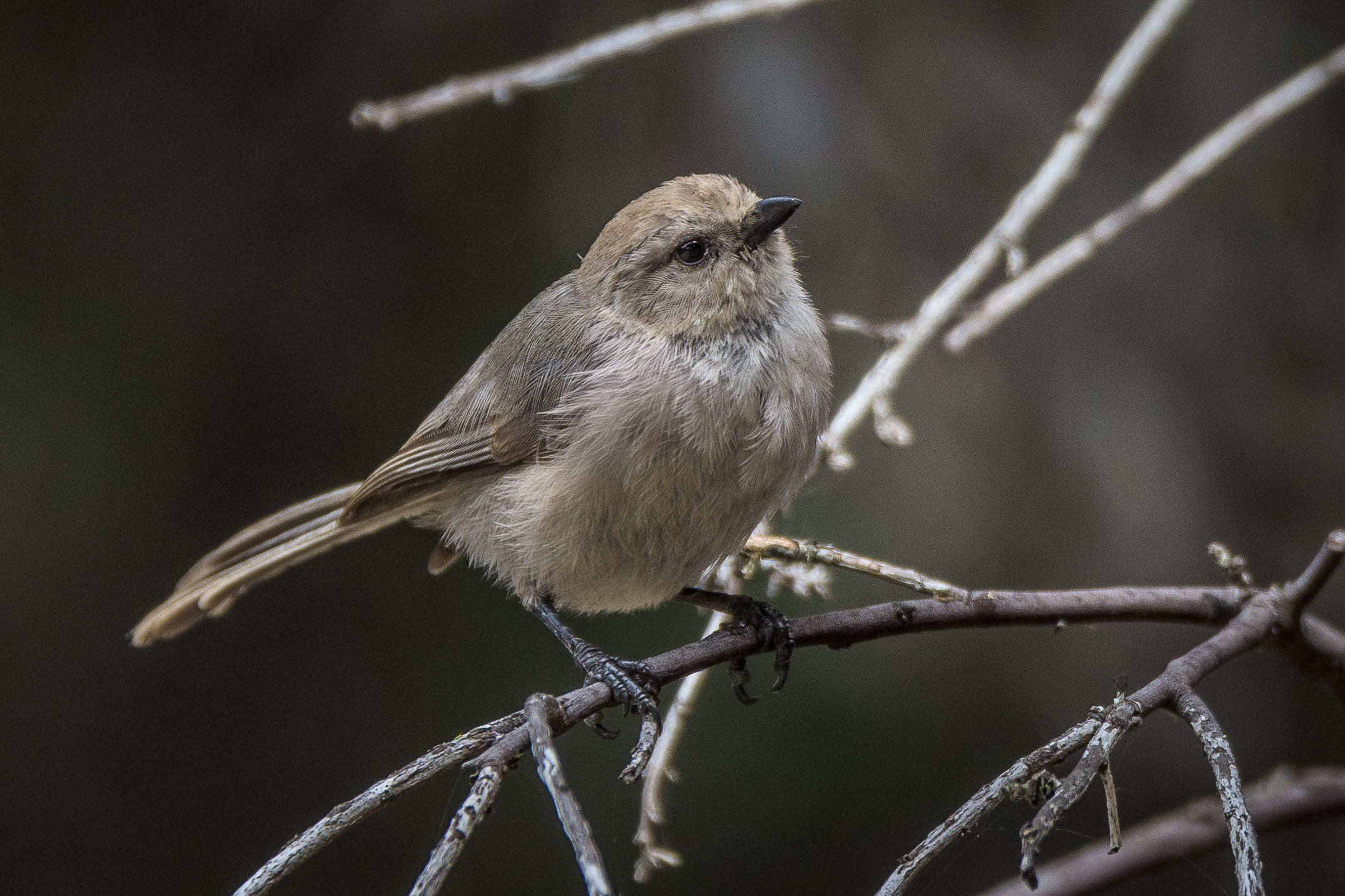
Männchen in Kalifornien
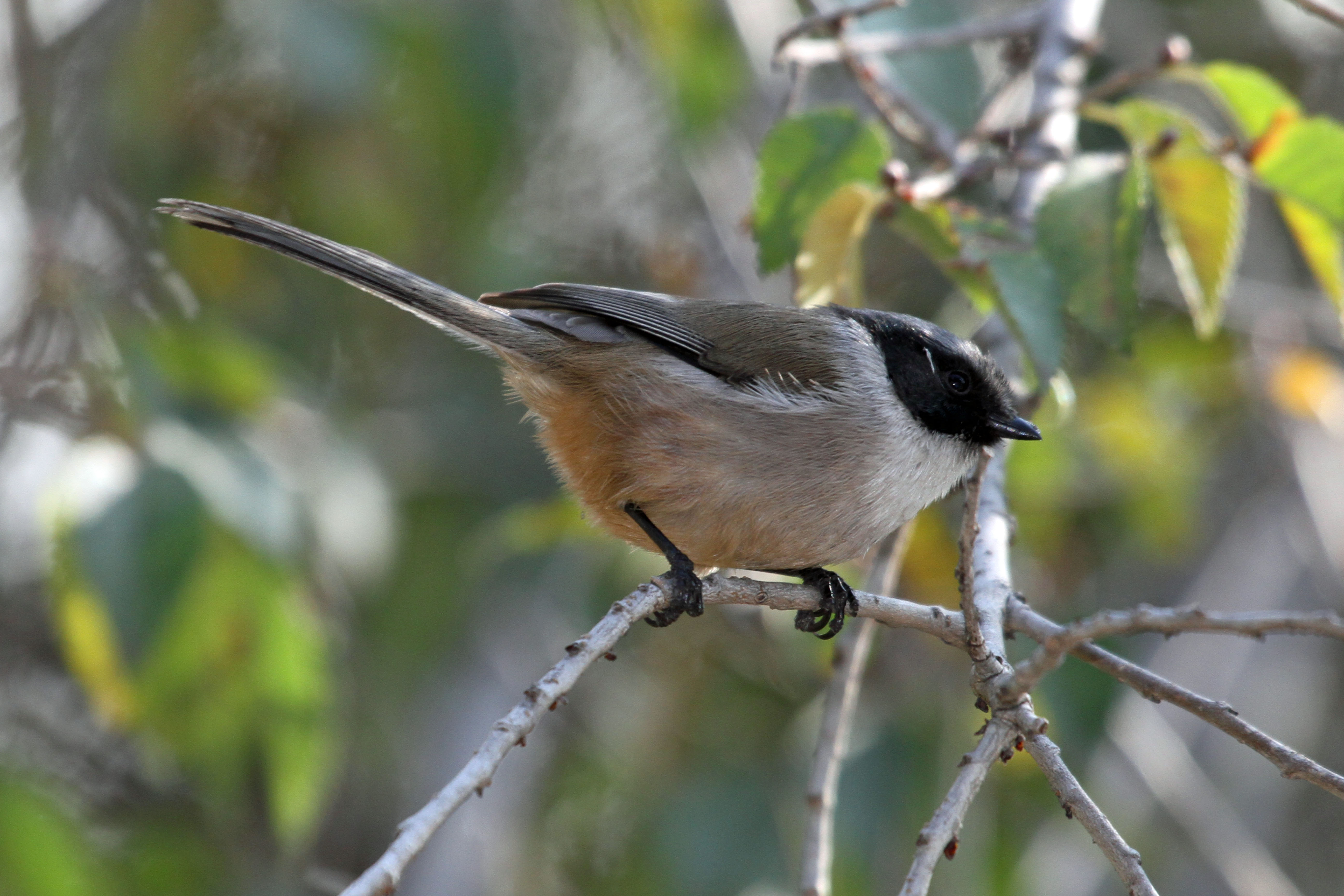
P. m. melanotis in Mexiko (Männchen)

## Verbreitung, Unterarten und Lebensraum
Buschschwanzmeisen sind auf dem amerikanischen Kontinent von British Columbia durch den Westen und Südwesten der Vereinigten Staaten bis nach Mexiko und Guatemala weit verbreitet. Die Art bewohnt Wälder  und Strauchlandschaften in Höhenlagen zwischen 1200 und 3600 Metern. Folgende Unterarten werden geführt:
- P. m. saturatus: Südwesten Kanadas und Nordwesten der USA.
- P. m. minimus: Westküste der USA.
- P. m. melanurus: Südwesten der USA und Norden von Baja California.
- P. m. grindae: Süden von Baja California und Nordwestmexiko.
- P. m. californicus: Oregon und Süden Kaliforniens.
- P. m. plumbeus: Süden der USA und Norden Mexikos.
- P. m. dimorphicus: Norden von Zentralmexiko.
- P. m. iulus: Westen von Zentralmexiko.
- P. m. personatus: Süden von Zentralmexiko.
- P. m. melanotis: Süden Mexikos und Guatemala.

## Lebensweise
Buschschwanzmeisen sind sehr gesellig und leben in einem komplexen sozialen System. Sie bilden kleine Trupps, deren Individuenzahl zwischen 6 und 60 Vögeln schwankt. Eine Individualdistanz ist kaum ausgeprägt und oft werden Schlafgemeinschaften mit sehr engem Körperkontakt gebildet. Ein Paar wird bei der Aufzucht der Jungvögel oft von den Jungen der vorigen Generation sowie von weiteren Individuen aus der Gruppe unterstützt. Die Gruppen bleiben zuweilen mehrere Jahre zusammen.
Die Fortpflanzungssaison beginnt bereits Mitte Januar. Die Nester der Buschschwanzmeisen ähneln langgestreckten Beuteln und werden aus Kräutern, Blättern und Zweigen gefertigt, die mit Spinnweben zusammengefügt werden. Innen wird es mit Moos, Federn und Tierhaaren ausgekleidet und außen mit Flechten, Blumen und Federn verziert. Das Eingangsloch befindet sich im oberen Teil. Um in den zentralen Teil des Nestes zu gelangen, muss der Vogel durch eine Art Tunnel schlüpfen. Das Weibchen legt zwischen 5 und 7 einfarbig weiße Eier. Beide Elterntiere wechseln sich bei der Bebrütung ab. Diese dauert 12 bis 13 Tage. Die Küken verlassen das Nest nach 18 Tagen. Es werden im Allgemeinen zwei Bruten pro Saison durchgeführt.
Buschschwanzmeisen ernähren sich hauptsächlich von Wirbellosen (Insekten und Spinnen). Gelegentlich werden auch pflanzliche Stoffe, beispielsweise Obst angenommen.

## Bestand und Gefährdung
Der Bestand der Buschschwanzmeise ist zwar im Rückgang begriffen, sie ist jedoch im Westen und Süden der USA noch weit verbreitet und wird deshalb von der Weltnaturschutzorganisation IUCN als „least concern = nicht gefährdet“ geführt.